# 粗肋算盤蛤
粗肋算盤蛤（学名：Cardita crassicosta）为算盤蛤科算盤蛤屬下的一个种。

## 外部連結
- 維基物種上的相關：粗肋算盤蛤